# Dave Bright
Pour les articles homonymes, voir Bright.
Dave Bright est un footballeur puis entraîneur néo-zélandais, né le 29 novembre 1949 en Angleterre. Il évolue au poste de défenseur de la fin des années 1970 au début des années 1980.
Il joue notamment dans le club anglais de Sittingbourne FC puis, après avoir émigré en Nouvelle-Zélande, au Manurewa AFC, où il gagne le championnat en 1983 et la Coupe en 1978 et en 1984, et au Papatoetoe AFC. Il compte huit sélections en équipe de Nouvelle-Zélande et dispute la Coupe du monde 1982 avec la sélection néo-zélandaise.

## Biographie
Dave Bright naît le 29 novembre 1949 en Angleterre, il évolue dans les rangs du club anglais de Sittingbourne FC en Kent League et en Southern League.
Il émigre en 1975 en Nouvelle-Zélande et joue alors au Manurewa AFC. Il remporte avec son club la Coupe en 1978. Naturalisé néo-zélandais, Dave Bright fait ses débuts en équipe nationale le 29 juin 1979, face aux Fidji, les Néo-Zélandais s'imposent sur le score de six buts à zéro.
Engagé avec la sélection dans les éliminatoires de la Coupe du monde 1982, il ne dispute pas de rencontres avec le club en début de saison. Il est ensuite retenu pour la Coupe du monde 1982, mais, barré à son poste par Bobby Almond et Ricki Herbert, il ne dispute aucune rencontre lors de la compétition.
De retour en club, il est nommé par l'entraîneur Maurice Tillotson entraîneur adjoint de l'équipe en 1983. Replacé en défense centrale en 1984 et capitaine de l'équipe, il remporte pour la deuxième fois la Coupe ainsi que le Challenge Trophy. Il termine ensuite sa carrière au Papatoetoe AFC puis devient entraîneur.
Son fils Kris Bright est également footballeur international néo-zélandais.

## Palmarès
- Champion de Nouvelle-Zélande en 1983 avec Manurewa AFC.
- Vainqueur de la Coupe de Nouvelle-Zélande en 1978 et en 1984 avec Manurewa AFC.
- Vainqueur du Challenge Trophy en 1984 avec Manurewa AFC.

- Huit sélections avec la Nouvelle-Zélande.